# Hypodrassodes ignambensis
Hypodrassodes ignambensis är en spindelart som beskrevs av Lucien Berland 1924. Hypodrassodes ignambensis ingår i släktet Hypodrassodes och familjen plattbuksspindlar.
Artens utbredningsområde är Nya Kaledonien. Inga underarter finns listade i Catalogue of Life.